# Tom Sawyer

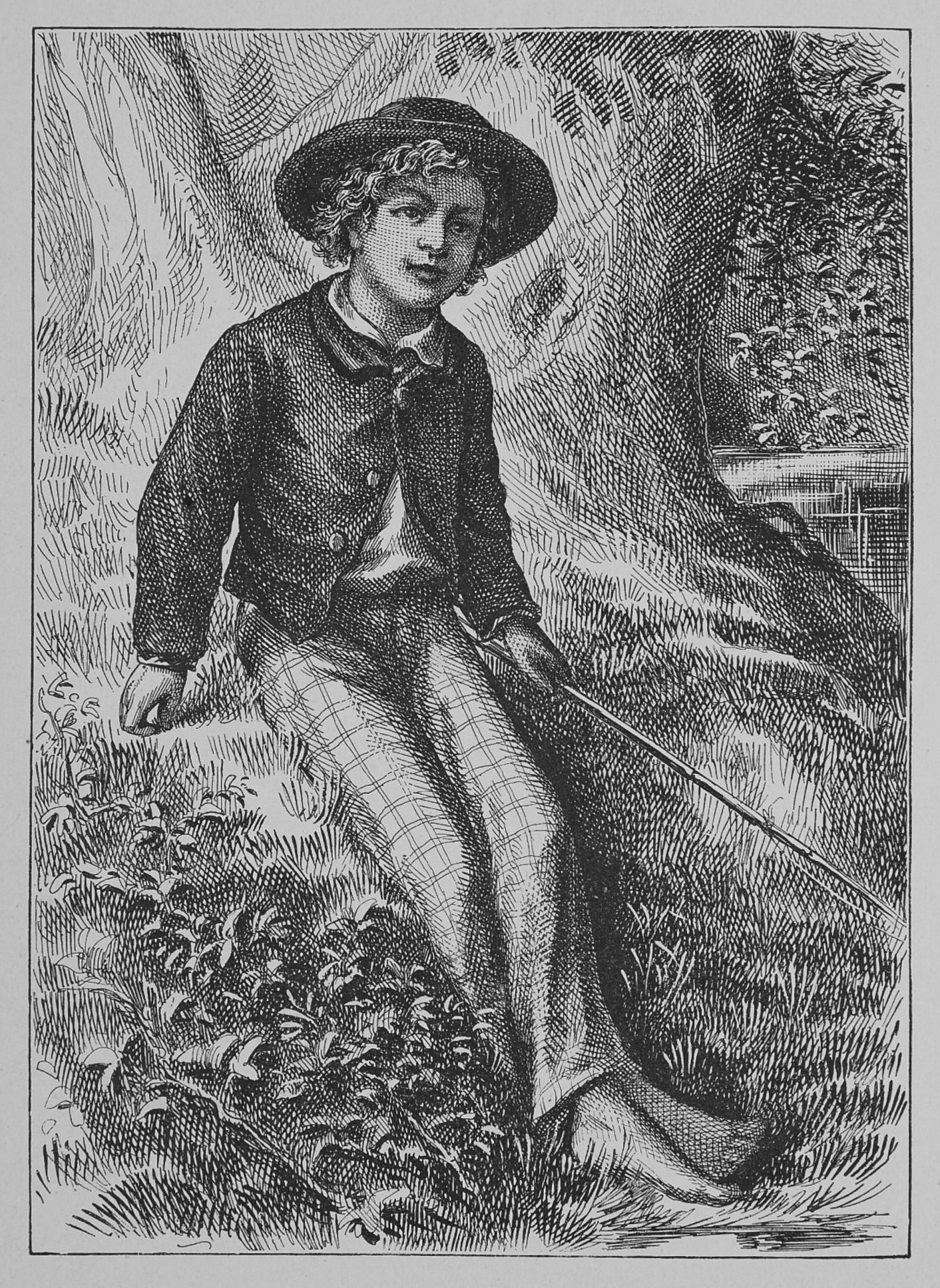
Rybařící Tom Sawyer na titulní straně prvního vydání Dobrodružství Toma Sawyera

Tom Sawyer je hlavní chlapecká postava románu Dobrodružství Toma Sawyera (1876) od Marka Twaina. Vystupuje i v dalších 8 Twainových knihách, například v Dobrodružství Huckleberryho Finna (1884), Tom Sawyer Abroad (1894), Tom Sawyer detektivem (1896) a dalších, včetně několika nedokončených.
V první knize Tom žije se svojí tetičkou Polly, se svým rozmazleným bratrancem Sidem a sestřenicí Mary v Saint Petersburgu na pobřeží řeky Mississippi. Je to nezbedný snědý chlapec s černými vlasy. Tom nerad chodí do školy a práci se vyhýbá, jak jen může. Nejraději by byl se svými kamarády Huckem a Joem, se kterými zažívá různá dobrodružství. Vyvádí různé rošťárny, za které je většinou potrestán. Dokáže čelit nebezpečí, je velmi odvážný a dokáže si zachovat chladnou hlavu. Má rád svou spolužačku Becky Thatcherovou. Bratranec Sid nemá Toma rád, závidí mu a žaluje na něj.Tom má rád dobrodružství.
Např. Opuštěný ostrov, tam se dali na pirátství. Všichni je považovali za mrtvé, ale pak se objevili na svém vlastním pohřbu…